# Antonio Diodato
Antonio Diodato (művésznevén: Diodato) (Aosta, 1981. augusztus 30. –) olasz énekes.
Ő képviselhette volna Olaszországot a 2020-as Eurovíziós Dalfesztiválon, Rotterdamban, a Fai rumore című dallal, azonban a koronavírus világjárvány miatt az EBU törölte a 2020-as Eurovíziós Dalfesztivált.
Nagy hatással vannak művészetére: a Pink Floyd, Fabrizio De André, Luigi Tenco, Domenico Modugno és a Radiohead.

## Lemezei

### Kislemezek
| Cím                       | Év   | Album                 |
| ------------------------- | ---- | --------------------- |
| "Ubriaco"                 | 2013 | E forse sono pazzo    |
| "Babilonia"               | 2014 | Nem elérhető albumon  |
| "Se solo avessi un altro" | 2014 | Nem elérhető albumon  |
| "Eternità"                | 2014 | A ritrovar bellezza   |
| "Piove"                   | 2015 | A ritrovar bellezza   |
| "Mi si scioglie la bocca" | 2017 | Cosa siamo diventati  |
| "Adesso" (with Roy Paci)  | 2018 | Nem elérhető albumon  |
| "Essere semplice"         | 2018 | Nem elérhető albumon  |
| "Il commerciante"         | 2019 | Che vita meravigliosa |
| "Non ti amo più"          | 2019 | Che vita meravigliosa |
| "Che vita meravigliosa"   | 2019 | Che vita meravigliosa |
| "Fai rumore"              | 2020 | Che vita meravigliosa |

### Albumok
| Cím                   | Album részletei                                                                          |
| --------------------- | ---------------------------------------------------------------------------------------- |
| E forse sono pazzo    | - Megjelent: 2013. április - Formátum: Digitális letöltés - Kiadó: Le Narcisse           |
| A ritrovar bellezza   | - Megjelent: 2014. október 29. - Formátum: Digitális letöltés - Kiadó: Le Narcisse       |
| Cosa siamo diventati  | - Megjelent: 2017. január 27. - Formátum: Digitális letöltés - Kiadó: Carosello Records  |
| Che vita meravigliosa | - Megjelent: 2020. február 14. - Formátum: Digitális letöltés - Kiadó: Carosello Records |

- 2020 – Un'altra estate
- 2020 – Fino a farci scomparire
- 2021 – L'uomo dietro il campione
- 2022 – Se mi vuoi
- 2023 – Così speciale
- 2023 – Occhiali da sole

## Diszkográfia

### Stúdióalbumai
- 2013 – E forse sono pazzo
- 2014 – A ritrovar bellezza
- 2017 – Cosa siamo diventati
- 2020 – Che vita meravigliosa
- 2023 – Così speciale

## Filmográfiája

### Színészként
- Un'avventura, rendező: Marco Danieli (2019)

## Elismerései
- 2014 – Sanremói zsűri díja Babilonia c. daláért
- 2014 – MTV Award nella categoria Best New Generation
- 2014 – Deezer-díj az év legjobb művészének
- 2014 – Premio De André come migliore reinterpretazione dell'opera
- 2020 – Premio della Critica "Mia Martini" a Fai rumore c. daláért
- 2020 – Premio Sala Stampa "Lucio Dalla" con Fai rumore
- 2020 – Premio Lunezia per il valore musical-letterario del brano con Fai rumore
- 2020 – David di Donatello per la migliore canzone originale con Che vita meravigliosa[5]
- 2020 – Nastro d'argento alla migliore canzone originale con Che vita meravigliosa
- 2020 – Soundtrack Stars Award con Che vita meravigliosa
- 2020 – MTV Europe Music Award al miglior artista italiano[6]
- 2020 – Ciak d'oro per la migliore canzone originale con Che vita meravigliosa[7]